# Epactiochernes tristis
Epactiochernes tristis is een bastaardschorpioenensoort uit de familie van de Chernetidae. De wetenschappelijke naam van de soort is voor het eerst geldig gepubliceerd in 1891 door Banks.